# Space and Missile Systems Center
Lo Space and Missile Systems Center è un centro di Sviluppo per le operazioni spaziali della United States Space Force. Il suo quartier generale è situato presso la Los Angeles Air Force Base, in California.

## Missione
L'unità, uno dei centri di eccellenza a livello tecnico della U.S.S.F., sviluppa, acquisisce, schiera e sostiene i sistemi spaziali militari americani. È responsabile inoltre della messa in orbita, sostenibilità e manutenzione della costellazione di satelliti militari e degli altri sistemi spaziali del Dipartimento della Difesa.

## Organizzazione
Attualmente, al maggio 2017, esso controlla:
- Military Satellite Communications Systems Directorate
- Global Positioning Systems Directorate
- Remote Sensing Directorate
- Launch Enterprise Directorate
- Space Superiority Systems Directorate
- Advanced Systems and Development Directorate
- Range and Network Systems Division